# 태팅

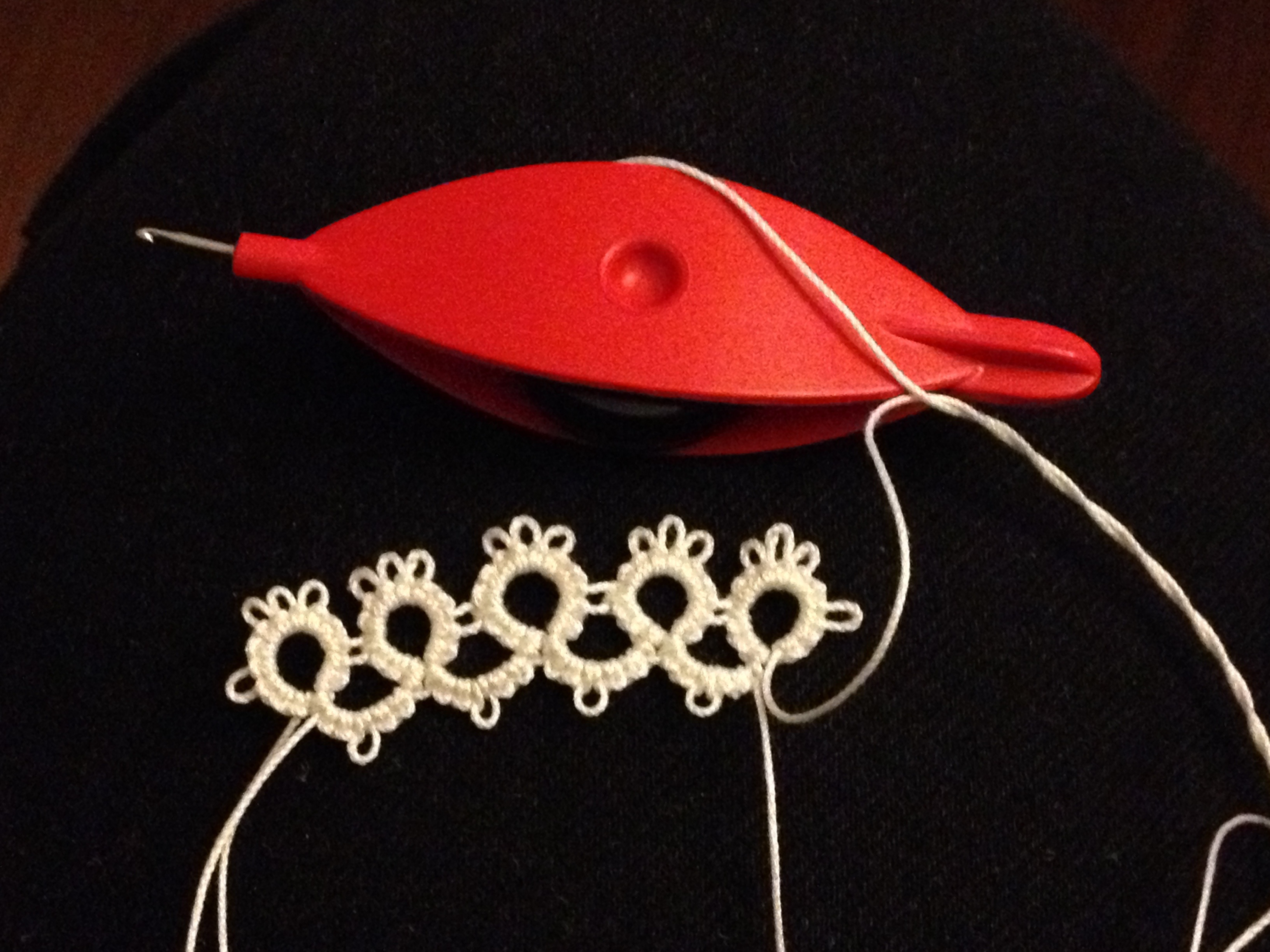

태팅(Tatting)은 매듭과 고리를 연결해 만들어 나가는 내구성 레이스를 수작업하는 기술이다. 태팅은 레이스 테두리뿐만 아니라 도일리, 목걸이, 같은 귀걸이와 목걸이, 다른 장식 조각 등의 액세서리를 만드는 데 사용할 수 있다. 레이스는 코어 끈 위에 이중 스티치라고 소 히치 또는 반 히치 노트 시리즈, 형성된 고리와 고리의 패턴에 의해 형성된다. 갭은 실제 시공뿐만 아니라 장식 효과를 위해 사용되는 picots를 형성하는 바늘 사이에 남아있을 수있다.
태팅은 19세기 초에 올라간다. 대부분의 유럽 언어로 태팅의 용어는이 기술에 의해 생성된 섬유의 순수하게 장식 자연을 의미 프랑스어 frivolité,에서 파생됩니다. 이 기술은 포인트 레이스를 모방하기 위해 개발되었다.
독일에서 태팅은 일반적으로 이탈리아에서 파생 된 단어로 알려져있다 오치 또는 배 모양의 셔틀을 참조 의미 Schiffchenarbeit, "작은 보트의 작업을"같은; 이탈리아어, 태팅은 수다스러운 의미 chiacchierino이라고 한다.

## 재료
태팅레이스를 만들때 사용되는 기본적인 도구와 재료로는 태팅 셔틀, 레이스 실, 레이스용 코바늘, 가위등이 있다.
셔틀 : 가운데 기둥을 중심으로 아래 위로 덮개가 붙어 있는 형태로 이뤄져 있다. 길이가 더 긴 덮개가 있는 쪽이 윗면이며, 윗면의 한쪽 끝이 뾰족하게 올라가 있는데 이부분을 팁이라고 한다. 팁이 없는 셔틀도 있는데, 이는 작업 시 아래 위 구분없이 사용하면 된다.
1. ↑  정, 유정 (2013.09.10). 《첫눈에 반한 태팅레이스 1》. 팜파스.